# 恰塔卡利卡普尔
恰塔卡利卡普尔（Chata Kalikapur），是印度西孟加拉邦South Twentyfour Parganas县的一个城镇。总人口20087（2001年）。

## 人口
该地2001年总人口20087人，其中男性10296人，女性9791人；0—6岁人口2955人，其中男1494人，女1461人；识字率57.29%，其中男性为62.66%，女性为51.64%。